# Famille Cérésole ou Ceresole
Pour les articles homonymes, voir Ceresole.
 (août 2024).
Si vous disposez d'ouvrages ou d'articles de référence ou si vous connaissez des sites web de qualité traitant du thème abordé ici, merci de compléter l'article en donnant les références utiles à sa vérifiabilité et en les liant à la section « Notes et références ».
La famille Cérésole ou Ceresole est une famille du canton de Vaud en Suisse, famille originaire de la province de Coni, dans le Piémont en Italie.

## Patronyme
Le nom de famille est Ceresol', mais il a souvent été francisé en Cérésole. En Italie, on trouve encore les variantes Ceresoli et Ceresola.

## Origine
La famille « Cérésole » ou « Ceresole » est une famille originaire de la province de Coni dans le Piémont, plus précisément de Monticello. Dans la même province se trouve la commune de Ceresole Alba. La naturalisation vaudoise est acquise par Auguste Ceresole en 1822.
Dans les anciens États du Piémont, il y avait des « seigneurs de Ceresole » (d'où descendent les seigneurs Delle Arene et Teregone, puis les Spatola et les Del Boca).

## Filiation

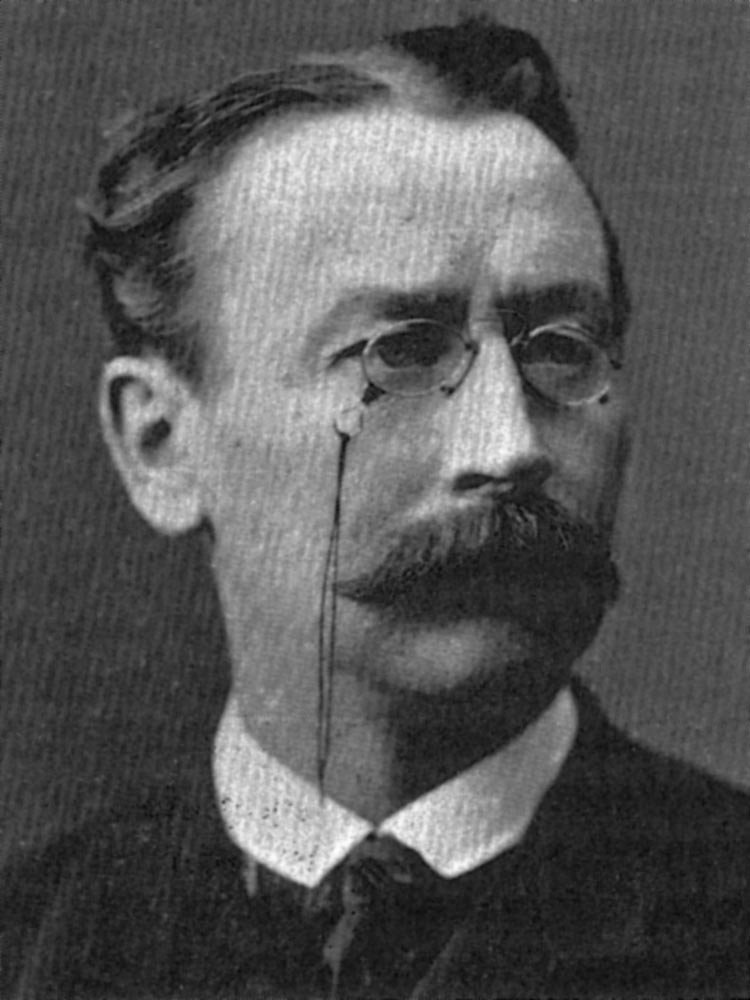
Paul Ceresole (1832-1905)

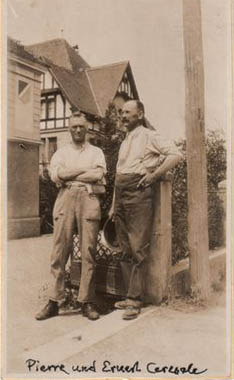
Pierre et Ernest Ceresole en 1928

- Vincent Robert Marie Ceresole (1773-1800), né à Monticello, Piémont, en 1773 et mort de la peste à Alexandrie en 1800, médecin dans l'armée d'Égypte, époux de Suzanne Roy née à Vevey en 1780.
- Auguste Charles Louis Guillaume Ceresole (1801-?), naît six mois après le décès de son père Vincent Ceresole. Il est placé à l'institut Pestalozzi à Yverdon, étudie la théologie à Lausanne, naturalisé vaudois et bourgeois de Vevey en 1822. Épouse en 1828 à Francfort-sur-le-Main Sophie Koester, d'où huit fils, dont certains suivent[2].
- Huit fils d'Auguste Ceresole et Sophie Koester, dont :
  - Victor Ceresole (1831-1892), fils d'Auguste Ceresole. Consul de Suisse à Venise. Historien, auteur d'ouvrages sur Lausanne et sur Venise[3],[4].
  - Paul Ceresole (1832-1905), fils d'Auguste Ceresole. Juriste. Juge au Tribunal fédéral, colonel, conseiller fédéral et président de la Confédération suisse. Épouse Emma Secretan (?-1882), d'où dix enfants, qui suivent.
  - Adolphe Cérésole (1836-1881), fils d'Auguste Ceresole, officier suisse au service de France. Célibataire[5].
  - Alfred Louis Cérésole (1842-1915), fils d'Auguste Ceresole, pasteur et professeur de théologie à la faculté libre de Lausanne, poète. Épouse en 1866 Amélie Francillon (d’où une fille, épouse de Jean L’Huillier[6]).
- Dix enfants de Paul Ceresole et Emma Secretan :
  - Auguste Ferdinand Maurice Ceresole (1860-1936), épouse Lydia dite Lydie Schoch (1870-1957) en 1894 à Lausanne[7]. Directeur d’une usine de colorants à Lyon dès 1893, professeur de chime industrielle à l’École polytechnique fédérale de Zurich en 1899, il est appelé à Paris puis aux États-Unis pour la guerre chimique durant la Première Guerre mondiale. Il achète un domaine au Petit-Lancy (canton de Genève) en 1919[8] (Lydie Ceresole y habite jusqu’à son décès, puis leurs enfants vendent la « campagne Ceresole »)[9].
  - Ernest Ceresole (1868-1943), juge et colonel[10].
  - Alfred Ceresole
  - Édouard Ceresole (?-1943), médecin, épouse Nella Wilder des États-Unis.
  - Blanche Ceresole (1872?-1960), épouse le médecin Gaston Châtenay, d'où Valentine Châtenay qui épouse Jean Piaget en 1923.
  - Madeleine Ceresole
  - Germaine Ceresole, épouse X Guy, vit en Angleterre.
  - Adrien Ceresole (1877-1949), épouse (1) Hélène Beauvert (ca1880-1913), d'où trois filles, puis (2) Sophie de Mestral (1885-1966), d'où 7 enfants[11].
  - Pierre Ceresole (1879-1945), mathématicien et pacifiste. Épouse en 1941 Marie-Louise dite Lise David (1887-1966). Sans descendance.
  -  Léon Ceresole (?-1939)

### Fonds d'archives
Fonds : Cérésole (famille) [2,80 mètres]. Collection : Archives privées; Cote : CH-000053-1 P Cérésole (famille). Archives cantonales vaudoises (présentation en ligne).